# Ulrich al III-lea de Carintia
Ulrich al III-lea, cunoscut și ca Ulrich al III-lea de Spanheim (n. cca. 1220 – d. 27 octombrie 1269, Cividale del Friuli) a fost un nobil german.  Membru al Casei de Sponheim (Spanheim).  Din cca. 1249 până la moarte, el a fost conducător în Marca de Carniola, iar din 1256 a fost și duce de Carintia.

## Viața
Ulrich era fiul cel mai mare al ducelui Bernhard cu soția acestuia, Judith, fiică a regelui Ottokar I al Boemiei. El a achiziționat Carniola în urma căsătoriei cu Agnes de Merania, văduva ducelui Frederic al II-lea al Austriei. Începând din 1251, Ulrich a fost conducător în Carintia în comun cu tatăl său; în 1256, el i-a succedat tatălui său ca duce de Carintia.
În 1260, el a încheiat întemeierea abației cartuziene din Vrhnika, începută de tatăl său. El a mai fondat și mănăstirea din Völkermarkt.
El a avut dispute legate de moștenirea tatălui său, cu fratele său Filip, care era ales episcop de Salzburg din 1247. În cele din urmă, Ulrich și Filip au încheiat un tratat de sprijin mutual și de moștenire. După ce Filip a fost depus din poziția episcopală în 1257, cei doi frați au luptat alături împotriva urmașului lui Filip pe scaunul episcopal, Ulrich de Seckau.

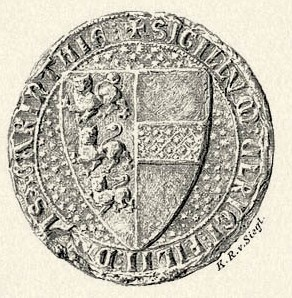
Ultima variantă a sigiliului lui Ulrich al III-lea, cu blazonul aferent

Atunci când, în 1267, a devenit clar că Filip nu mai avea puterea de a reveni în poziția de episcop de Salzburg, el i-a solicitat lui Ulrich al III-lea să împartă moștenirea tatălui lor. Filip a mai propus ca el să fie moștenitorul lui Ulrich, dat fiind că fiul acestuia de pe urma primei căsătorii murise de tânăr, iar din a doua căsătorie nu rezultase niciun urmaș. Cu toate acestea, în 4 decembrie 1268, în Poděbrady, Ulrich a încheiat un tratat secret cu vărul său, regele Ottokar al II-lea al Boemiei, în virtutea căruia regele devenea unicul său moștenitor. În 1269, Filip a fost ales ca patriarh de Aquileia, însă această alegere nu a fost niciodată confirmată de către papă.
Ulrich al III-lea a murit la 27 octombrie 1269. Atât Filip, cât și Ottokar al II-lea au emis pretenții asupra moștenirii Carintiei și Carniolei. Ottokar a fost învingător în confruntarea care a urmat, astfel încât în 1272 Filip s-a predat și s-a întors în vechea reședință a casei de Sponheim din Franconia. Momentul a marcat sfârșitul domniei dinastiei de Spanheim în Carintia.

## Căsătorie și urmași
Ulrich al III-lea a fost căsătorit în două rânduri:
1. cu Agnes de Merania, văduva ducelui Frederic al II-lea al Austriei. Din această căsătorie s-a născut un fiu, care a murit de tânăr.
2. cu Agnes de Baden-Austria, fiică a margrafului Herman al VI-lea de Baden și a ducesei Gertruda de Babenberg. Din această căsătorie nu au rezultat copii.